# کلی وندر ور
کلی وندر ور (به هلندی: Kelly van der Veer) (زاده ۶ می ۱۹۸۰) خواننده هلندی است.
او یک زن ترنس است.